# رايموند ديدييه
رايموند ديدييه (بالفرنسية: Raymond Didier)‏ هو لاعب كرة قاعدة فرنسي، ولد في 7 يناير 1920 في ماركسفيل في الولايات المتحدة، وتوفي في 9 مارس 1978.

## وصلات خارجية
- رايموند ديدييه على موقعبيزبول رفرنس.كوم (الدوري الثانوي) (الإنجليزية)
- رايموند ديدييه على موقع قاعة لويزيانا للمشاهير الرياضية (الإنجليزية)